# Canned Heat
Canned Heat – amerykański zespół blues-rockowy/boogie-rockowy założony przez Alana Wilsona i Boba Hite’a w Los Angeles w grudniu 1965 roku. Zespół wziął nazwę od utworu Canned Heat Blues Tommy’ego Johnsona z 1928 roku, opisującego alkoholika, który w desperacji zaczyna pić Sterno (rodzaj denaturatu), nazywane canned heat (dosł. „puszkowane gorąco”). Po występach na Festiwalu w Monterey i w Woodstock, pod koniec lat 60., grupa zdobyła światowy rozgłos. Skład z tamtych czasów to Bob „The Bear” Hite (wokal), Alan „Blind Owl” Wilson (gitara, wokal, harmonijka), Henry „The Sunflower” Vestine lub Harvey Mandel (gitara prowadząca), Larry „The Mole” Taylor (bas) i Adolfo „Fito” de la Parra (perkusja). Od wczesnych lat 70. nastąpiło wiele zmian w składzie zespołu. Obecnie jedynym oryginalnym członkiem zespołu z czasów największej świetności jest Adolfo „Fito” de la Parra. Larry Taylor, którego obecność w zespole nie była stała, był przez wiele lat drugim żyjącym członkiem z tamtych lat do czasu swej śmierci w 2019. Harvey Mandel, Walter Trout i Junior Watson zdobyli uznanie grając w późniejszych wersjach zespołu. Brytyjski bluesman i pionier muzyki rockowej John Mayall często zapraszał do swojego zespołu muzyków Canned Heat.

## Dyskografia
- Canned Heat (1967)
- Boogie with Canned Heat (1968)
- Living the Blues (1968)
- Hallelujah (1969)
- Canned Heat Cookbook (1969)
- Live at Topanga Corral (1969)
- Vintage (1969)
- Future Blues (1970)
- Live In Europe (1970)
- Hooker ‘N’ Heat (1970)
- Historical Figures and Ancient Heads (1972)
- The Best of Canned Heat (1972)
- The New Age (1973)
- Memphis Heat (1974)
- One More River to Cross (1974)
- Human Condition (1978)
- Hooker ‘n’ Heat: Recorded Live at the Fox Venice Theater (1981)
- Kings of the Boogie (1981)
- In Memory of Bob Hite (1981)
- The Boogie Assault: Live in Australia (1982)
- Boogie up the Country (1987)
- Reheated (1988)
- Let’s Work Together: The Best of Canned Heat (1989)
- Live at the Turku Rock Festival Finland (1990)
- Burnin’ live (1991)
- Internal Combustion (1994)
- Uncanned: Best of Canned Heat (1994)
- In Concert (1995)
- Best of Hooker ‘N’ Heat (1996)
- The Ties That Bind (1997)
- Blues band (1997)
- Boogie 2000 (1999)
- The Boogie House Tapes (2000)
- Friends in the Can (2003)
- The Boogie House Tapes, vol II (2004)